# Illyès Salah
Illyès Salah, né le 27 février 1987 à Mont-Saint-Martin est un acteur français.

## Biographie
Il est formé au Cours Florent.

## Filmographie partielle

### Télévision

#### Séries télévisées
- 2015 - 2020 : Le Bureau des légendes (saisons 1 - 2 - 5 ) : Toufiq Boumaza
- 2023 : @venir : Kamel
- 2024 : Deep d'Aurélien Molas

#### Téléfilms
- 2020 : Les Héritiers : Karim

### Cinéma

#### Longs métrages
- 2012 : Yek rouz-e digar de Hassan Fathi
- 2019 : Ser du månen, Daniel de Niels Arden Oplev : Ayoub
- 2022 : Rose de Niels Arden Oplev : Nadir

#### Courts métrages
- 2011 : Alger Alger de Aaron Walker : Karim
- 2014 : Fin d'été de Ambarish Manepalli : Yannick
- 2015 : Tubéreuse de Oriana Villegas-Pulido : L'amant
- 2018 : La Vie active de Janloup Bernard : Jonas
- 2018 : L'Amazone de Alexandra Naoum : Le livreur
- 2018 : La Source de William Samuel Touitou : Abdel
- 2020 : Les Mains Sales de Hélène Rosselet Ruiz
- 2021 : Ya Benti de Anissa Allali : Younes
- 2022 : Marche à l'Ombre de Laura Saulnier : Mehdi